# Cyrtodactylus peguensis
Cyrtodactylus peguensis är en ödleart som beskrevs av  George Albert Boulenger 1893. Cyrtodactylus peguensis ingår i släktet Cyrtodactylus och familjen geckoödlor.

## Underarter
Arten delas in i följande underarter:
- C. p. peguensis
- C. p. zebraicus